# Riz rouge du Bhoutan
Ne doit pas être confondu avec Riz rouge de Camargue.

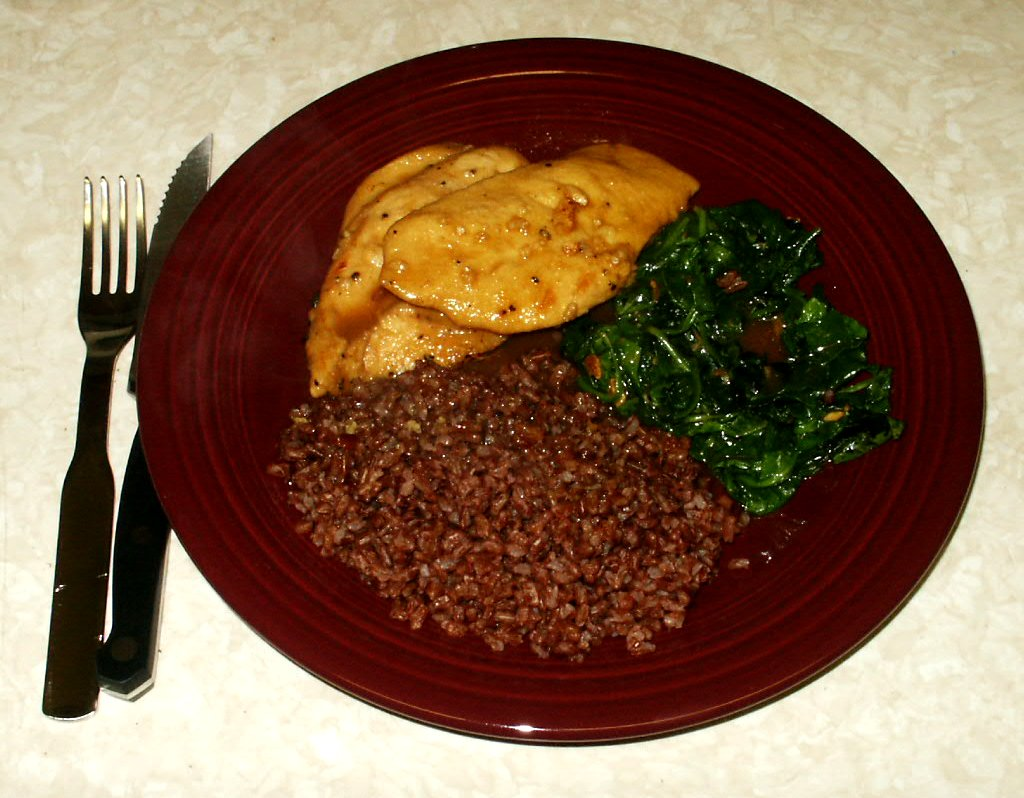
Poulet, épinards et riz rouge du Bhoutan

Le riz rouge du Bhoutan est un riz de taille moyenne cultivé au Bhoutan. C'est la nourriture de base des bhoutanais.
Le riz rouge du Bhoutan est un riz japonais. Une partie des glumelles rouges sont laissées sur le grain, ce qui donne une cuisson plus rapide que le riz complet. Ce riz est rose pale lors de la cuisson, mou et légèrement collant.
Ce riz est disponible aux États-Unis depuis le milieu des années 1990 quand Lotus Foods a commencé à le commercialiser. C'est le seul produit agricole du Bhoutan exporté aux États-Unis.